# Hans Sandig

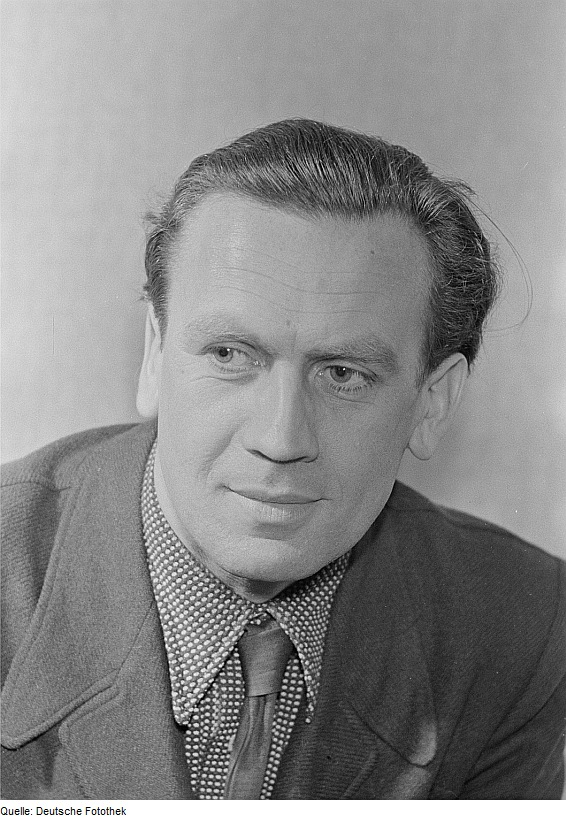
Hans Sandig, 1952

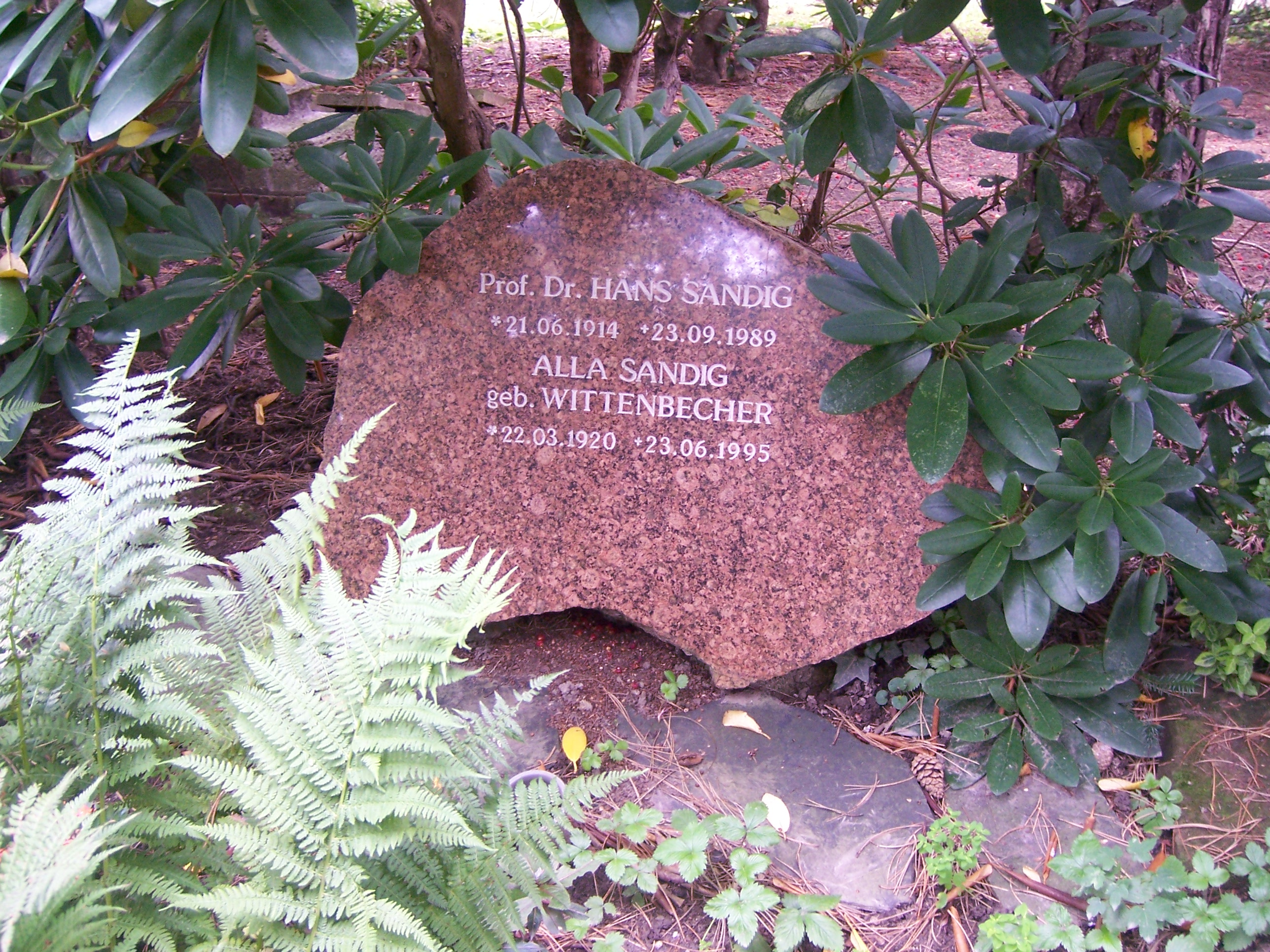
Grabstätte Hans und Alla Sandig auf dem Südfriedhof in Leipzig

Hans Sandig (* 21. Juni 1914 in Leipzig; † 23. September 1989) war ein deutscher Chorleiter, Dirigent, Komponist und Arrangeur.

## Leben
Sandig studierte Musikwissenschaft, Psychologie und Komposition und promovierte 1938. 1948 übernahm er die Funktion des Musikreferenten beim Mitteldeutschen Rundfunk. Noch im gleichen Jahr gründete er den Rundfunk-Kinderchor Leipzig (heute MDR-Kinderchor), den er bis zu seinem Tod leitete und dem er das Weihnachtslied Sind die Lichter angezündet widmete, das auf das Gedicht Weihnachtsfreude von Erika Engel-Wojahn zurückgeht. Dieses Weihnachtslied ist das Motto der traditionellen Weihnachtskonzerte im Leipziger Gewandhaus. Später übernahm er gleichzeitig auch den Radio-DDR-Jugendchor. Beide Ensembles waren europaweit anerkannt.
1958 nahm er mit seinen Sängerinnen und Sängern die erste Erkennungsmelodie der TV-Sendung Unser Sandmännchen auf. Zu den Mitgliedern der von Sandig geleiteten Chöre gehörten u. a. Tom Pauls, Else Buschheuer und Norbert Bischoff.
Ab 1949 begann die Entstehung des Pionierchors des MDR mit seinem Leiter Gerd Schlotter, zunächst unter dem Namen Junge Funkgruppe. Alle neuen Pionierlieder des Ostblocks wurden so erstmals durch den Leipziger Sender in der DDR verbreitet. 1951, jetzt unter dem Namen Pionierchor des Mitteldeutschen Rundfunks Sender Leipzig erfolgte die Teilnahme an den III. Weltfestspielen der Jugend und Studenten in Berlin. Gemeinsam mit dem Jugendchor des MDR wurde das szenische Chorwerk Herrnburger Bericht von Brecht/Dessau unter der Gesamtleitung Hans Sandigs uraufgeführt.
Darüber hinaus vertonte Sandig zahlreiche Kindergedichte verschiedener Texter, darunter Kleine Meise (Alfred Kalcher), Sputnik, nimm mich mit (Fritz Beckert), Still aus dem Walde (Johanna Kraeger), Es schneit, es schneit – Winterfreuden (Wolfgang Brandenstein),  Im Garten vorm Haus (Käte Rudo).

## Werke
- Beobachtungen an Zweiklängen in getrenntohriger und beidohriger Darbietung: Ein Beitrag zur Theorie der Konsonanz. Beigefügt in: Albert Wellek: Gefühl und Kunst. München: C. H. Beck 1939 (Phantasie und Kunst; H. 1; Neue psychologische Studien; Bd. 14, H. 1), zugl. Leipzig, Phil. Diss.
- Wachet auf, es krähte der Hahn, Kinderkantate, 1956
- Die Abenteuer der kleinen Trompete: Eine klingende Instrumentenkunde f. Kinder. Text: Ingeborg Kalisch. Sprecher: Rolf Ludwig. Trompete: Walter Kauerauf; Mitglieder des Rundfunk-Sinfonie-Orchesters Leipzig (Dirigent: Hans Sandig; Aufn. 1963). Berlin: Deutsche Schallplatten, Eterna Nr. 7 20 193 (1964); gleiche Aufnahme: Eterna Nr. 8 27 025 (1977) und Nova Nr. 8 85 217 (1983)
- Autos, Schiffe, Eisenbahnen: ein musikalisches Kinderbuch. Text: Ingeborg Kalisch; Musik: Hans Sandig. Berlin: Lied der Zeit 1974
- Besuch im Zoo: Eine heitere Tierliederfolge für Kindersolostimmen, Sprecher, ein- bis dreistimmigen Kinderchor und Instrumente. Text: Richard Hambach. Sprecher: Heidi Böhm, Monika Wagner; Rundfunk-Kinderchor Leipzig und Mitglieder des Rundfunk-Sinfonie-Orchesters Leipzig (Dirigent: Hans Sandig). Berlin: VEB Deutsche Schallplatten, Eterna Nr. 8 20 419 (1964). Neueinspielung 1972 mit Rundfunk-Kinderchor Leipzig und Instrumentalgruppe auf LP Nova Nr. 8 85 055 (1974), Neueinspielung 2016 mit MDR-Kinderchor und Instrumentalgruppe bei Genuin (Note 1 Musikvertrieb), EAN: 4260036254426
- In der Buchhandlung. Kinderliederfolge Text: Ingeborg Kalisch. Rundfunk-Kinderchor Leipzig und Instrumentalgruppe (Leitung: Hans Sandig). VEB Deutsche Schallplatten, Nova Nr. 8 85 055 (1974)